# Sandheden om mænd
Sandheden om mænd è un film del 2010 diretto da Nikolaj Arcel.

## Trama
Uno sceneggiatore trentaquattrenne, le cui certezze vengono messe in crisi quando il suo migliore amico finisce in coma dopo un infarto, decide di lasciare la sua fidanzata di 10 anni per dare una nuova direzione alla sua vita.

## Distribuzione
Il film è stato distribuito nelle sale cinematografiche danesi da Nordisk Film a partire dal 7 ottobre 2010.

## Accoglienza
Il film ha registrato 94 151 spettatori al botteghino danese. È stato candidato al Nordic Council Film Prize.

## Riconoscimenti
- 2011 – Premi Robert
  - Candidatura per il miglior film
  - Candidatura per la miglior regia a Nikolaj Arcel
  - Candidatura per la miglior attrice non protagonista a Tuva Novotny
  - Candidatura per la miglior attrice non protagonista a Rosalinde Mynster
  - Candidatura per la miglior sceneggiatura a Nikolaj Arcel e Rasmus Heisterberg
  - Candidatura per la miglior fotografia a Rasmus Videbæk
  - Candidatura per il miglior montaggio a Mikkel E. G. Nielsen
  - Candidatura per la miglior scenografia a Thomas Bremer
  - Candidatura per i migliori costumi a Manon Rasmussen
  - Candidatura per i migliori effetti speciali a Jeppe Nygaard Christensen
  - Candidatura per il miglior sonoro a Hans Christian Kock e Claus Lynge
  - Candidatura per la miglior canzone a Rasmus Olsen (Like a Leaf)
- 2011 – Premi Bodil
  - Candidatura per il miglior film
  - Candidatura per la miglior attrice non protagonista a Rosalinde Mynster